# 10 nivôse
10 frimaire 10 pluviôse
Le décadi 10 nivôse, officiellement dénommé jour du fléau, est le 100e jour de l'année du calendrier républicain.
C'était généralement le 30e jour du mois de décembre dans le calendrier grégorien.